# Loubers
Loubers település Franciaországban, Tarn megyében. Lakosainak száma 94 fő (2022. január 1.). Loubers Vindrac-Alayrac, Alos, Amarens, Cahuzac-sur-Vère, Frausseilles és Itzac községekkel határos.

## Népesség
A település népességének változása:
| Lakosok száma | 88   | 81   | 84   | 78   | 77   | 75   | 81   | 88   | 94   |
|               | 2013 | 2015 | 2016 | 2017 | 2018 | 2019 | 2020 | 2021 | 2022 |